# Amathus
Amathus (Grieks: Αμαθούς) is een antieke stad op de zuidkust van het eiland Cyprus en zo genoemd naar Amathes, een van de zonen van Herakles. Het was ook de hoofdstad van een van de twaalf à dertien vorstendommen die Cyprus rijk was in de oudheid (zie geschiedenis van Cyprus).
Zij was de hoofdzetel van een eredienst van Aphrodite, die daarom de bijnaam van Amathusia droeg. De prachtige tempel, die in Amathus werd aangetroffen, was aan Aphrodite en Adonis gewijd.
Volgens de legende was dit de plek waar de Adoneia-spelen  werden gehouden, atleten streden er door op wilde zwijnen te jagen, in atletiekwedstrijden, zang en dans en dit allemaal ter ere van Adonis.
Volgens de mythologie was de stichter van de stad Amathos, een van de zonen van Hercules.
Op deze locatie zijn veel vondsten gedaan waaronder allerlei gebruiksvoorwerpen zoals vazen, potten, waterbekkens en kommen. Op de top van de heuvel stonden twee gigantische voorraadpotten bij de ingang van de tempel van Aphrodite op de Akropolis. Deze dateren uit de 6e eeuw voor Christus, ze zijn 1,85 meter hoog en wegen 14 ton. Ze werden gebruikt voor de opslag van water benodigd voor de rituelen in de tempel. Een van deze potten werd meegenomen door de Franse architect Edmond Duthoit, die van de Ottomaanse bezetters van Cyprus toestemming kreeg om hem naar zijn land te brengen. Hij staat nu in het Louvre in Parijs.
Kition · Amathus · Kourion · Paphos · Marion · Soloi · Lapithos · Kerynia · Salamis · Tamassos · Ledrai · Idalion · Chytroi
- Gemeinsame Normdatei: 4085664-1